# Янислав Герчев
Янислав Герчев е български джудист.
Участва в Летните олимпийски игри в Рио де Жанейро (2020) и Токио (2020). Състезава се за клуб „Арена Спорт“ (Пловдив) с треньор Атанас Герчев. Европейски вицешампион е от първенствата във Варшава (Полша, 2017) и Тел Авив (Израел, 2018).

## Успехи
- Вицешампион на Европейското първенство в Варшава (Полша, 2017)
- Вицешампион на Европейското първенство в Тел Авив, (Израел, 2018)
- 5-то място на Европейското първенство в Будапеща (Унгария, 2013)
- 5-то място на Европейското първенство в Прага (Чехия, 2020)
- 5-то място на Европейското първенство в Лисабон (Португалия, 2021)
- Шампион на Европейското първенство до 23 години в Тюмен, (Русия, 2011)
- 7-мо място на Световното първенство в Будапеща (Унгария, 2021)
- на Гран Шлем в Баку (Азербайджан), 2017)
- на Гран Шлем в Маракеш (Мароко), 2017)
- 9-то място на Летните олимпийски игри в Рио де Жанейро (2016)